# أكسيس (أغنية)
أكسيس (بالإنجليزية: Access)‏ هي أغنية للدي جي مارتن غاركس. تم إصدارها في 17 أكتوبر 2018 عبر علامة التسجيل الخاصة بغاركس ستمبد ركردز والمرخصة حصريًا إلى صالح Epic Amsterdam إحدى أقسام سوني ميوزيك. تعتبر الأغنية الرابعة من ألبومه الموسع بايلاو.